# Campylomormyrus tamandua
Campylomormyrus tamandua е вид лъчеперка от семейство Mormyridae. Видът не е застрашен от изчезване.

## Разпространение
Разпространен е в Бенин, Буркина Фасо, Гана, Гвинея, Демократична република Конго, Замбия, Камерун, Кот д'Ивоар, Мали, Нигер, Нигерия, Централноафриканска република и Чад.

## Описание
На дължина достигат до 43 cm, а теглото им е максимум 500 g.